# Wladimir Wassiljewitsch Tschamow
Wladimir Wassiljewitsch Tschamow (russisch Владимир Васильевич Чамов; * 4. April 1955 in Moskau) ist ein russischer Botschafter.

## Leben
Wladimir Tschamow schloss 1977 sein Studium am Staatlichen Moskauer Institut für Internationale Beziehungen ab. Er trat 1980 in den auswärtigen Dienst. Von 1995 bis 1998 leitete er die Abteilung Naher Osten und Nordafrika im Außenministerium in Moskau. Von 1998 bis 1999 war er an der Botschaft in Beirut akkreditiert. Von 1999 bis 2002 war er Botschaftsrat in Bagdad. Von 2002 bis 2005 leitete er die Abteilung  Naher Osten und Nordafrika im Außenministerium in Moskau.
Wladimir Wassiljewitsch Tschamow ist verheiratet und hat zwei Söhne.
| Vorgänger                          | Amt                                                                           | Nachfolger                         |
| ---------------------------------- | ----------------------------------------------------------------------------- | ---------------------------------- |
| Wladimir Titorenko                 | Russischer Botschafter in Bagdad, Irak März 2005 bis Oktober 2008             | Walerjan Wladimirowitsch Schuwajew |
| Walerjan Wladimirowitsch Schuwajew | Russischer Botschafter in Tripolis, Libyen 16. Oktober 2008 bis 19. März 2011 | —                                  |